# Il Gobbo di Rialto

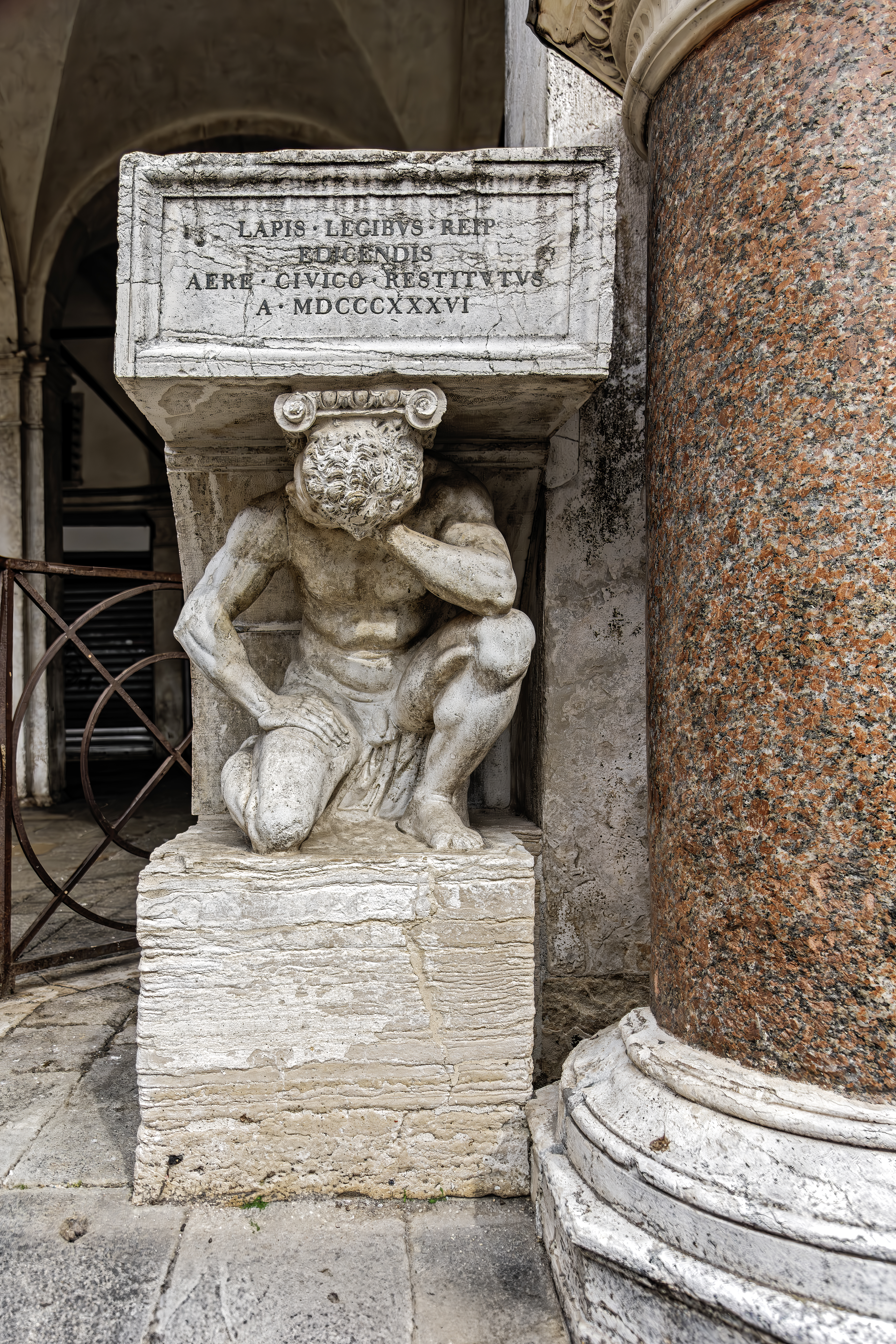
Il gobbo di Rialto

Beim Gobbo di Rialto oder dem Buckligen von Rialto handelt es sich um eine Statue aus istrischem Marmor, die sich gegenüber der Kirche San Giacomo di Rialto in Venedig befindet. Die Statue, die im 16. Jahrhundert von Pietro da Salò geschaffen wurde, stellt einen geduckten, nackten Buckligen dar, der eine kleine Treppe stützt. 
Nach den Schriften von Stefano Magno wurde sie am 16. November 1541 eingeweiht und als Podium für amtliche Proklamationen verwendet. Die Gesetze der Republik Venedig oder die Namen von Gesetzesbrechern wurden von einem auf der Plattform stehenden Beamten verlesen, während ein anderer Beamter das Gleiche von der Pietra Del Bando, einer kleinen Kanzel an der Piazza San Marco verkündete. 
Der Gobbo wurde auch für Bestrafungen kleinerer Missetäter verwendet. Die Schuldigen wurden nackt ausgezogen und mussten an den Handschuhen der Bürger entlanglaufen, die an den Straßen von der Piazza San Marco bis zum Rialto-Markt ausgelegt waren. Sie retteten sich vor weiterer Erniedrigung, indem sie die Statue küssten.
1836 wurde die Statue von der Kommune restauriert, die Plattform über dem Kopf des Buckligen trug nun eine lateinische Inschrift mit dem Datum der Wiederherstellung. Zum Schutz wurde ein Eisengitter angebracht.
Es hieß, der Gobbo kommuniziere mit dem Pasquino, einer der sprechenden Statuen von Rom. Vom frühen 16. Jahrhundert an wurde der Pasquino, ein Torso, als Mittel für kritische Kommentare gegen den Papst und die Behörden verwendet: Satirische Anmerkungen wurden anonym am Sockel der Statue angebracht; angeblich kamen sie vom Pasquino. Im 17. Jahrhundert führte der Pasquino eine Korrespondenz mit dem Gobbo über die Republik Venedig, Papst Paul V. und die Schriften der Kardinäle Baronio und Bellarmino.
Die Figuren des Lanzelot Gobbo, Shylocks Diener, und seines Vaters, des alten Gobbo in William Shakespeares Komödie Der Kaufmann von Venedig könnten von diesem traditionellen Symbol des Rialto inspiriert worden sein. 